# Кастања (Матера)
Кастања (итал. Castagna) је насеље у Италији у округу Матера, региону Базиликата.
Према процени из 2011. у насељу је живело 20 становника. Насеље се налази на надморској висини од 487 м.